# Prosthechea silvana
Prosthechea silvana är en orkidéart som beskrevs av Eduardo Luis Martins Catharino och Vitorino Paiva Castro. Prosthechea silvana ingår i släktet Prosthechea och familjen orkidéer. Inga underarter finns listade i Catalogue of Life.